# Tonga semipolita
Tonga semipolita är en insektsart som beskrevs av Haupt 1926. Tonga semipolita ingår i släktet Tonga och familjen sköldstritar. Inga underarter finns listade i Catalogue of Life.